# Liste des évêques de Maguelone

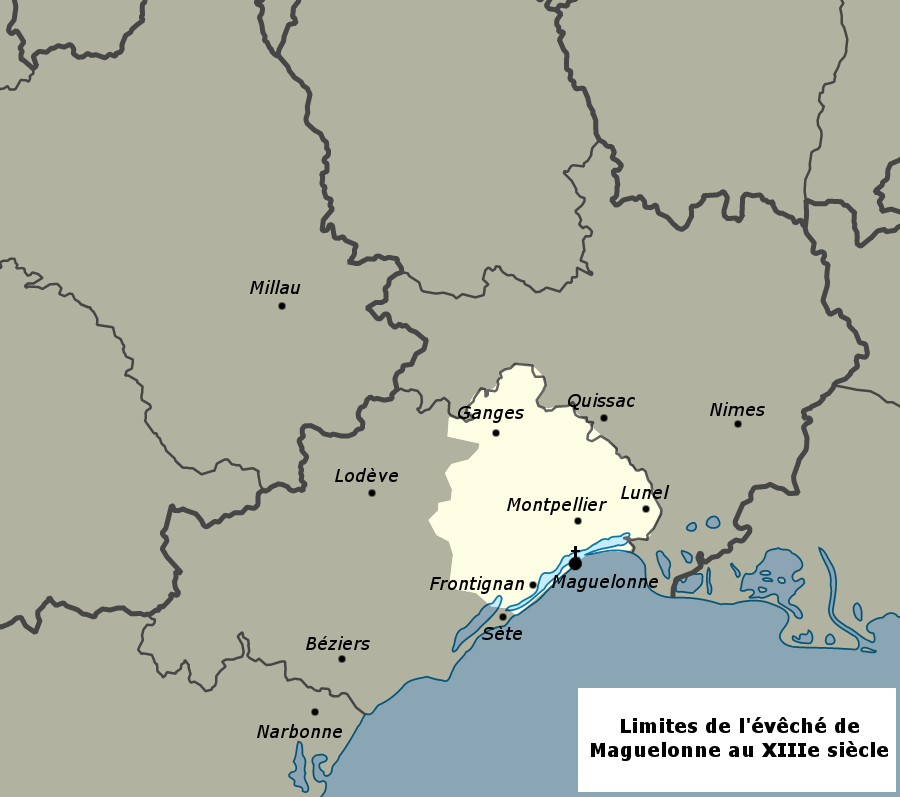
Limites de l'évêché au XIIIe siècle

L'évêché de Maguelone semble être créé au VIe siècle par les Wisigoths afin de compenser la perte de l'évêché de Toulouse, bien qu'il semble avoir une origine antérieure, au IIIe siècle. Après le démantèlement de Maguelone par Charles Martel en 737, les évêques se réfugient à Substantion, au nord-est de Montpellier. Ils se réinstallent à Maguelone sous l'action d'Arnaud Ier vers 1035.

## Liste des évêques de Maguelone
Certains évêques sont évoqués avant Boèce en 589, mais leur occupation de la fonction d'évêque de Maguelone est très incertaine et a été obtenu par le biais de recoupements. Ainsi Aetherius vers 451, Vincent vers 550 et Viator vers 557, sont régulièrement cités.
| Nom                                | Début Episcopat | Fin Episcopat | Commentaires | Références        |
| ---------------------------------- | --------------- | ------------- | --- | ----------------- |
| Boèce ou Boëtius                   | 585             | 589           | mentionné au troisième concile de Tolède en 589. Il est le premier évêque de Maguelone évoqué de manière certaine                                                                  | [ HL Tome I 3 ]   |
| Geniès ou Génésius ou Ginésius     | 597             | 652           | délégué par Boèce à ce concile en 589, première mention en tant qu'évêque en 597                                                                                                   | ,                 |
| Gumild                             | 654             | 673           | participe à la révolte contre le roi Wamba | [ FPMP1 1 ]       |
| Vincent                            | 674             | 695           | participation en personne au treizième concile de Tolède en 683 | [ HL Tome I 6 ]   |
| Jean Ier                           | 791             | 802           | participe au concile de Narbonne en 791 | [ HL Tome I 7 ]   |
| Ricuin Ier                         | 812             | 817           | | [ HL Tome I 8 ]   |
| Argemire                           | 818 ou 819      |               | | [ HL Tome I 8 ]   |
| Stabellus                          | 821             | 823           | | [ HL Tome I 9 ]   |
| Maldomer                           | 867             |               | |                   |
| Abbon                              | 875             | 897           | | ,                 |
| Gontier                            | 900             | 925           | |                   |
| Pons                               | 925             | 960           | |                   |
| Ricuin II                          | 960             | 998           | |                   |
| Pierre de Melgueil                 | 999             | 1030          | | [ HL Tome III 2 ] |
| Arnaud Ier                         | 1030            | 1060          | Ramène l'évêché à Maguelone. Il entreprend la reconstruction de la cathédrale Saint-Pierre-et-Saint-Paul de Villeneuve-lès-Maguelone                                               |                   |
| Bertrand Ier (intrus)              | 1060 / 1061     | 1079 / 1080   | |                   |
| Godefroi ou Geoffroi               | 1080            | 1104          | |                   |
| Gautier de Lille                   | 1104            | 1129          | |                   |
| Raimond Ier                        | 1129            | 1158          | |                   |
| Jean Ier de Montlaur Jean II       | 1158/60         | 1190          | | [ 3 ]             |
| Guillaume de Raimond               | 1190            | 1195          | |                   |
| Guillaume de Fleix                 | 1195            | 1202          | |                   |
| Guillaume d'Autignac ou d'Antignac | 1203 / 1204     | 1216          | |                   |
| Bernard de Mèze                    | 1216            | 1230 / 1232   | |                   |
| Jean II de Montlaur Jean III       | 1232 / 1234     | 1247          | |                   |
| Reinier Saccoin                    | 1247            | 1249          | |                   |
| Pierre de Conques                  | 1248            | 1256          | |                   |
| Guillaume Christophe               | 1256            | 1263          | |                   |
| Bérenger de Frézouls               | 1263            | 1296          | |                   |
| Gaucelin de La Garde               | 1296            | 1304 / 1305   | |                   |
| Pierre de Lévis-Mirepoix           | 1305 / 1306     | 1309          | |                   |
| Jean-Raymond de Comminges          | 1309            | 1317          | |                   |
| Gaillard de Saumate                | 1317            | 1318          | ensuite archevêque d'Arles |                   |
| André de Frédol                    | 1318            | 1328          | |                   |
| Jean de Vissec                     | 1328            | 1334          | |                   |
| Pictavin de Montesquiou            | 1334            | 1339          | |                   |
| Arnaud de Verdale                  | 1339            | 1352          | |                   |
| Audoin Aubert                      | 1352            | 1353          | |                   |
| Durand de Chapelles                | 1353            | 1361          | |                   |
| Pierre de Canillac                 | 1361            |               | |                   |
| Dieudonné de Canillac              | 1361            | 1367          | |                   |
| Gaucelin de Déaux (Dreux)          | 1367            | 1373          | |                   |
| Pierre de Vernols                  | 1373            | 1389          | |                   |
| Antoine de Lovier                  | 1389            | 1405          | |                   |
| Pierre Adhémar                     | 1405 / 1408     | 1415          | |                   |
| Bienheureux Louis Allemand         | 1418            | 1423          | archevêque d'Arles puis cardinal. |                   |
| Guillaume Forestier                | 1423            | 1429          | |                   |
| Léger Saporis d'Eyragues           | 1429            | 1430          | |                   |
| Bertrand Robert                    | 1431            | 1432          | |                   |
| Robert de Rouvres                  | 1433            | 1453          | |                   |
| Maur de Valleville                 | 1453            | 1472          | |                   |
| Jean de Bonald                     | 1472            | 1487          | |                   |
| Guillaume Leroy de Chavigny        | 1487            | 1488          | |                   |
| Izarn de Barrière ou Isarn         | 1487 / 1490     | 1498          | |                   |
| Raymund Pérault                    | 1498            | 1499          | Cardinal & évêque commendataire |                   |
| Guillaume Pellicier I              | 1499            | 1526 / 1527   | |                   |
| Guillaume Pellicier II             | 1527 / 1529     | 1568          | dernier évêque de Maguelone, avant le transfert du Siège à Montpellier (1536). Premier évêque de Montpellier (1536-1568) : voir Liste des évêques puis archevêques de Montpellier. |                   |